# Kristina Jazbinšek
Kristina Jazbinšek – słoweńska lekkoatletka, oszczepniczka, która w pierwszych latach kariery reprezentowała Jugosławię.
W roku 1987 wywalczyła rzutem na odległość 59,40 złoty medal igrzysk śródziemnomorskich. W tym samym sezonie zdobyła złoto mistrzostw Jugosławii. W 1993 stanęła na najwyższym stopniu podium podczas mistrzostw Słowenii.